# Carlo Masi
Pour les articles homonymes, voir Masi.
Carlo Masi (né Ruggero Freddi le 6 octobre 1976 à Rome) est un ex-acteur de films pornographiques gays et universitaire italien.

## Biographie
À l'âge de 14 ans, il commence à se consacrer au gymnase, pratiquant assidûment le culturisme. 
En 2002, alors qu'il s'apprêtait à terminer son premier cycle d'études universitaires, il s'installe au Canada, puis à New York. En 2004, après avoir obtenu son premier diplôme en ingénierie informatique et avoir brièvement travaillé dans un laboratoire d'intelligence artificielle, il commence à travailler dans le porno, devenant l'un des acteurs du porno gay les plus reconnus et iconographiques.

## Carrière pornographique
En 2004, après avoir été remarqué sur Internet par un recruteur de la compagnie COLT Studio Group, il fait son début dans l'industrie de la pornographie gay en participant à son premier film porno, Big N 'Plenty.
Après son début, il signe un contrat exclusif comme modèle pour COLT. Il participe ainsi à des nombreuses initiatives, et travaille dans une dizaine de films en seulement deux années. Apprécié pour sa masculinité et possédant un corps musclé et velu, il a toujours promu le sexe sans risque, montrant sa proximité avec le monde LGBT italien.
En décembre 2007, il annonce, avec son partenaire, l'acteur porno et modèle COLT argentin Adam Champ, son intention de se séparer de la maison de production. En avril 2008, cependant, les deux acteurs renouvellent leur contrat avec la société de production.
Toujours avec Champ, il fonde le Fush Fush Group, l'une des premières agences de services italiennes spécialisées dans la fourniture de modèles gays pour les clubs et les événements, et participe à des interviews dans des émissions de télévision au Mexique.
Dans sa carrière, il a remporté un HeatGay Award en 2006 comme meilleur acteur, et a été nommé deux fois aux GayVN Awards : une dans l'édition 2005 dans la catégorie « meilleure scène de sexe » pour sa performance avec la star du porno Karim, et une dans l'édition 2008 dans la catégorie « meilleure scène de sexe » pour sa scène avec l'acteur Tom Chase. 
En 2006, il est choisi comme « cover man » pour COLT40, un ouvrage publié pour célébrer le quarantième anniversaire de la société de production. 
En 2009, COLT Studio et Calaexotic mettent sur le marché un godemichet qui reproduit le pénis de Carlo Masi, ce qui en fait le premier acteur porno italien avec un gode commercialisé. Le gode de Carlo Masi est également mentionné dans la populaire émission de télévision italienne Chiambretti Night, dans laquelle il est lui-même invité à plusieurs reprises. La même année, il est nommé le premier COLT Man EMETIRUS de l'histoire par la société de production. 
En 2009, il met officiellement fin à sa carrière pornographique pour se consacrer d'abord au théâtre et puis à l'activité universitaire.

## Carrière au théâtre
En 2009, il fait ses débuts au théâtre avec Senzaparole, une pièce qui revisite Acte sans paroles de Samuel Beckett. Mise en scène par Andrea Adriatico, la pièce est jouée à Bologne avec la compagnie Teatri di Vita et à Rome au Teatro India.

## Carrière universitaire
Après son expérience au théâtre, il se consacre à un deuxième cycle d'études universitaires, ce qui le conduit à obtenir d’abord une licence et un master en mathématiques, les deux fois avec la note maximale de 110/110 et la mention honorifique con lode, puis un doctorat, toujours en mathématiques, avec une étude sur l'application de la théorie de Morse à un problème de Dirichlet relatifs aux équations de Poisson,.
Pendant ses années de doctorat, il assure à la Faculté d'Ingénierie de l'Université "La Sapienza" de Rome des cours de mathématiques en analyse, .
En 2020, il obtient son doctorat. Il décide alors de quitter le monde universitaire. Il justifie ce choix par un problème avec son employeur qui lui a demandé de commencer à enseigner sans contrat, avant de le remplacer par un autre chargé de cours sans qu'un contrat ait jamais été conclu ; il annonce avoir entamé une procédure juridique en raison de ce litige. Plus générement, il reproche à la direction de La Sapienza de l'avoir systématiquement discriminé une fois que son passé d'acteur pornographique a été rendu public, et estime que de ce fait il ne lui est pas possible de mener une carrière universitaire

## L'attention des médias
En 2017 parait un article dans La Repubblica consacré à son passé d'acteur pornographique, ce qui crée une effervescence médiatique. L'histoire est reprise par nombreux médias dans le monde, notamment le New York Post, la CNN turque et le Daily Mail. Des articles sur l'histoire paraissent en Russie, Roumanie, Indonésie, Corée du Sud, Chine, Australie, Mexique, Allemagne, Taiwan, Inde, Nouvelle-Zélande, Croatie, Hongrie, Serbie, Belgique, Grèce, ainsi que dans de nombreux autres pays. À la suite de cette affaire, il est invité à nombreuses émissions de télévision dans le monde entier, notamment La vida con Samanta en Espagne, Annita gr live en Grèce et les émissions italiennes Tagadà, I Fatti vostri et Pomeriggio 5. 
En 2020, l'écrivain Walter Siti publie La natura è innocente – due vite quasi vere. Ce livre est une double biographie, racontée en chapitres alternés, l'une des deux biographies étant celle de Ruggero Freddi.
En 2023, les médias parleront à nouveau de Ruggero lorsqu'il gagne un procès contre l'université pour laquelle il travaille, pour l'avoir licencié et ne pas l'avoir payé pour le travail effectué,,,

## Vie privée
En 2015, il épouse le prince Giovanni Fieschi Ravaschieri Del Drago dans la ville de Porto au Portugal. Le prince meurt l'année suivante à l'âge de 83 ans.
Lors de son intervention dans l’émissions de télévision Pomeriggio 5, il demande à son partenaire, Gustavo Leguizamon (nom réel de l'acteur porno Adam Champ), de l'épouser. Leur union civile est célébrée par l'ancienne députée Vladimir Luxuria le 4 mai 2018 et est diffusée en direct par Pomeriggio 5.

## Filmographie paritelle
| Year | Title                                     | Studio               | Director                           |
| ---- | ----------------------------------------- | -------------------- | ---------------------------------- |
| 2004 | Big 'N Plenty                             | Colt Studios         | John Rutherford                    |
| 2004 | Muscle Up!                                | Colt Studios         | John Rutherford                    |
| 2004 | Buckleroose - Special Collectable Edition | Colt Studios         | John Rutherford                    |
| 2004 | eXposed: The Making Of A Legend           | Colt Studios         | John Rutherford                    |
| 2005 | Minute Man 23                             | Colt Studios         | John Rutherford                    |
| 2005 | Wide Strokes                              | Colt Studios         | John Rutherford                    |
| 2006 | Dual: Taking it Like a Man                | Colt Studios         | John Rutherford                    |
| 2006 | Man Country                               | Colt Studios         | John Rutherford                    |
| 2006 | Waterbucks 2                              | Colt Studios         | John Rutherford                    |
| 2007 | Naked Muscles: The New Breed              | Colt Studios         | John Rutherford                    |
| 2007 | Hawaii                                    | Colt Studios         | John Rutherford                    |
| 2007 | Paradise Found (no sex)                   | Buckshot Productions | Steve Landess and Kristofer Weston |
| 2009 | Hot Bods                                  | Colt Studios         | John Rutherford                    |
| 2009 | MuscleHeads                               | Colt Studios         | John Rutherford                    |
| 2010 | Colt Icon: Luke Garrett                   | Colt Studios         | John Rutherford                    |
| 2014 | Top Shots                                 | Colt Studios         | John Rutherford                    |
| 2014 | Top Shots 3                               | Colt Studios         | John Rutherford                    |

## Distinctions
| Année | Prix          | Catégorie                  | Film                                | Partenaire | Résultat   |
| ----- | ------------- | -------------------------- | ----------------------------------- | ---------- | ---------- |
| 2005  | GayVN Award   | Best Sex Scene             | Big 'N Plenty (2004)                | Karim      | Nomination |
| 2006  | HeatGay Award | Best Actor                 | –                                   | –          | Vainqueur  |
| 2008  | XBIZ Award    | LGBT Performer of the Year | –                                   | –          | Nomination |
| 2008  | GayVN Award   | Best Sex Scene             | Naked Muscles: The New Breed (2007) | Tom Chase  | Nomination |